# Juan Carlos Ramos (periodista)
Juan Carlos Ramos, nacido en Oviedo el 26 de junio de 1959, es un periodista español.

## Trayectoria
Estudia primaria en el Colegio La Gesta y el bachillerato en el Instituto Alfonso II, al igual que la posteriormente compañera de profesión y Princesa de Asturias Letizia Ortiz. En 1977 se traslada a Madrid para estudiar Ingeniería. Además, estudia Teología en Pamplona y el papa Juan Pablo II le ordena sacerdote en la capital italiana en 1987. Ese mismo año parte hacia Venezuela.
A su regreso a España en 1993 se instala en Rivas-Vaciamadrid. Es nombrado director de la Oficina de Prensa de la Diócesis de Alcalá de Henares. Estudia periodismo y acaba en Televisión Española, donde dirige actualmente el programa dominical El día del Señor en TVE 2. Fue tertuliano de la Cadena Cope, Punto Radio o Intereconomía. Desde 2001 hasta 2009 expone sus experiencias y conocimientos en A cielo abierto, el programa que Enrique Campo dirigió esos nueve años en las madrugadas de la Cadena Cope y con cuya marcha pasa a ser director y presentador del espacio. Ocupa dicho cargo hasta el verano de 2011, cuando la emisora cancela el espacio y comienza a presentar A buenas horas, el programa dirigido a los alumnos del Máster Cope.
El año 2014 es nombrado director general de la Fundación COPE